# 劉軒
劉軒（1972年9月25日—），臺灣心理學家作家、DJ、廣播電臺節目主持人、音樂工作者，父親為作家劉墉，從小隨家庭移民美國，在美國長大。29歲返台後從事媒體事業，所主持節目《藝術好好玩》曾四度入圍廣播金鐘獎。2015年，劉軒參加北京衛視節目，透過心理學演說奪得總冠軍。近年來致力於經營Podcast訪談節目，邀請各界人士暢談心理學相關話題。

## 生平概略
劉軒生於臺灣臺北，父親是臺灣作家暨畫家劉墉。
劉軒在八歲時隨父母移民美國，高中時就讀於紐約市史岱文森高中，曾在紐約朱利亞德學院主修過鋼琴與作曲，也在美國哈佛大學取得心理學學士、教育碩士等學位、及心理學博士候選人。劉軒29歲那年返回台灣，從事廣告、媒體、音樂、出版等工作，曾擔任許多公司的品牌顧問、活動主持人及DJ。他主持長達七年的廣播節目《藝術好好玩》，四度入圍廣播金鐘獎最佳藝術文化節目主持人。
2015年，劉軒參加了北京衛視演說比賽節目《我是演說家》第二季，憑著幾個心理學演說，最終獲得了總冠軍。

## 著作

### 出版書籍
| 年份   | 書名                                                         | 出版社         | ISBN               |
| ------ | ------------------------------------------------------------ | -------------- | ------------------ |
| 1991年 | 《顫抖的大地》                                               | 水雲齋文化     | ISBN 9579279144    |
| 1993年 | 《屬於那個叛逆的年代》                                       | 水雲齋文化     | ISBN 9579279187    |
| 1994年 | 《尋找自己》                                                 | 水雲齋文化     | ISBN 9579279241    |
| 2005年 | 《從跌倒的地方站起來飛揚》（有聲書）                         | 中國盲文出版社 |                    |
|        | 《秋思》（室內樂）                                           |                |                    |
| 1997年 | 《Why not? 給自己一點自由》                                  | 水雲齋文化     | ISBN 9579279357    |
| 1998年 | 《創造雙贏的溝通》(與劉墉合著)                               | 水雲齋文化     | ISBN 9579279381    |
| 2001年 | 《做書蟲也做玩家：Work Hard, Play Hard!》                    | 超越文化       | ISBN 9579803625    |
| 2009年 | 《放任心中的一百次流浪 ：Ambling to a Wayward Beat》         | 時報出版       | ISBN 9789571350424 |
| 2011年 | 《隨著城市的節奏漫遊：city streets and pulsing beats 》      | 時報出版       | ISBN 9789571353357 |
| 2012年 | 《跳痛人生》                                                 | 時報出版       | ISBN 9789571357591 |
| 2014年 | 《Get Lucky!助你好運：九個心理習慣，讓你用小改變創造大運氣》 | 天下文化       | ISBN 9789863206286 |
| 2015年 | 《Get Lucky!助你好運Ⅱ：幸運透視眼》                          | 天下文化       | ISBN 9789863208785 |
| 2017年 | 《心理學如何幫助了我:享受美好人生的八堂生活課》              | 天下文化       | ISBN 9789864792535 |
| 2018年 | 《大腦衝浪: 你只需要一點心理學, 衝破人生僵局!》              | 三采文化       | ISBN 9789576580345 |
| 2019年 | 《能自處，也能跟別人好好相處：成熟大人該有的33個心理習慣》   | 天下文化       | ISBN 9789864796267 |
| 2020年 | 《成為更好的自己：未來少年的18堂心理必修課》                 | 未來出版       | ISBN 9789865535308 |
| 2021年 | 《天上總會有雲，但你才是天空》                               | 三采           | ISBN 9789576584848 |

### 翻譯作品
- 《我獨自走過中國》
- 《要走就要夠狠》
- 《林玉山畫論畫法》
- 《真正的寧靜》

## 節目主持

### 廣播電台
- 飛碟電台： 《好男好女過日子·週五版》、《藝術好好玩》（已停播）

### 有線電視
- 東森超視：《男神女神在身邊》（已停播）

## 外部連結
- 劉軒（页面存档备份，存于）
- 水雲齋文化
- 劉軒的新浪微博